# Ierikla
Ierikla (en rus: Ерыкла) és un poble de l'óblast de Saràtov, a Rússia, segons el cens del 2021 tenia 132 habitants. Pertany al districte municipal de Volsk.